# Ester Gill
Ester Johanna Gill, före 1917 Petterson, född 12 juni 1893 i Älvdalen, Kopparbergs län, död 25 februari 1981 i Matteus församling, Stockholm, var en svensk målare, tecknare och illustratör. 
Hon var dotter till brukspatronen Carl P:son Gill och Isabella (Bell) Hultgren samt syster till Olof Gill. Hela familjen bytte namn från Petterson till Gill 1917. Gill fick som treåring polio och blev förlamad från midjan och nedåt. Hon fick därför under många år bo på en vanföreanstalt. Där fick hon en 14 kg tung ställning som gjorde att hon kunde förflytta sig med hjälp av käppar. 
Hon studerade vid Althins målarskola och på Konstakademien i Stockholm 1918-1921. Därefter flyttade hon med föräldrarna till Malmö där hon drev en konstskola 1921-1924. När hennes far avled flyttade hon och hennes mor till Stockholm. Hon var huvudsakligen verksam som illustratör. Hennes konst består av mindre landskapsstudier i olja eller akvarell samt teckningar. 
Gill var en tidig svensk kvinnlig serieskapare som började sin tecknarkarriär med seriestrippar till Folkskolans barntidning 1918–1926 där hennes mor Isabella Gill skrev manus, och därefter tecknade hon serien Sara i Dagens Nyheters avdelning För de unga och de yngsta 1925–1939 samt som illustratör i Stockholms-Tidningen 1924-1926 och för Bonniers samt några andra mindre bokförlag.